# Federativní státy Mikronésie
Federativní státy Mikronésie (anglicky Federated States of Micronesia), zkráceným názvem Mikronésie (anglicky Micronesia), je federativní republika a suverénní stát ve volném společenství se Spojenými státy americkými, nacházející se severovýchodně od Papuy Nové Guineje v Tichém oceánu.
Mikronésie byla původně součástí Poručenského území Tichomořské ostrovy, poručenského území OSN pod správou Spojených států. V roce 1979 se osamostatnila v rámci poručnického území a v roce 1986 získala nezávislost na základě Dohody o volném přidružení se Spojenými státy americkými. Poručenský status OSN ukončila RB OSN v roce 1990.
Stát Mikronésie je součástí stejnojmenného regionu, který je tvořen stovkami malých ostrovů rozdělených do sedmi teritorií.

## Politický a demografický přehled
Federativní státy Mikronésie jsou federativní republikou skládající se ze čtyř spolkových států: Yap, Chuuk (do roku 1990 Truk), Pohnpei (do listopadu 1984 Ponape) a Kosrae.
| Vlajka         | Stát    | Hlavní město | Plocha  | Obyvatelstvo | Hustota obyvatel | OSM relace |
| -------------- | ------- | ------------ | ------- | ------------ | ---------------- | ---------- |
| Vlajka Chuuku  | Chuuk   | Weno         | 127 km² | 53 595       | 420 / km²        | OSM, WMF   |
| Vlajka Kosrae  | Kosrae  | Tofol        | 110 km² | 7 686        | 70 / km²         | OSM, WMF   |
| Vlajka Pohnpei | Pohnpei | Kolonia      | 346 km² | 34 486       | 100 / km²        | OSM, WMF   |
| Vlajka Yapu    | Yap     | Colonia      | 118 km² | 11 241       | 95 / km²         | OSM, WMF   |

## Historie
Mikronésie byla osídlena před více než 4 000 lety. Původní decentralizovaný rodový systém se vyvinul v ekonomicky a nábožensky centralizované impérium se sídlem na ostrově Yap.
V okolí Nan Madol, který se díky umístění na umělých ostrovech propojených sítí kanálů často nazývá Benátkami Pacifiku a byl v době centralistické vlády Sadelurské dynastie v letech 500 až 1500 obřadním a správním centrem, žilo dle odhadů kolem 25 000 lidí. Po roce 1500 se centralistický systém vlády v oblasti Pohnpei rozpadl.
Pro Evropu objevili oblast dnešní Mikronésie Portugalci. V 16. století oblast ovládalo Španělsko pod názvem Španělská Východní Indie. V roce 1899 byla postoupena Německu, které toto území začlenilo do své kolonie Německá Nová Guinea.
Roku 1914 bylo území obsazeno Japonskem, které v první světové válce bojovalo na straně Dohody. Od roku 1920 bylo spravováno Japonskem jako Mandátní území Tichomořské ostrovy Společnosti národů. Od roku 1949 byla pod správou OSN vykonávanou USA jako součást Poručenského území Tichomořské ostrovy.
Během druhé světové války zde byla umístěna větší část japonské floty. V roce 1944, během operace Hailstone, byly japonské síly zničeny.
10. května 1979 se čtyři oblasti Poručenského území Tichomořské ostrovy spojily a vytvořily současný státní celek. V roce 1986 uzavřela federace dohodu o volném přidružení k USA, která měnila dosavadní status v oblasti Mikronéské bezpečnosti z poručnictví na nezávislost.

## Státní symboly

### Vlajka
Mikronéská vlajka je tvořena světle modrým listem o poměru stran 10:19, v němž se nacházejí čtyři bílé pěticípé hvězdy, umístěnými v rozích pomyslného, na vrchol postaveného čtverce, jejichž jeden cíp směřuje vždy od středu vlajky.
Každá hvězda symbolizuje jednu z federativních republik.

### Znak
Mikronéský státní znak nebyl po vyhlášení republiky nikdy zaveden, jeho funkci plní státní pečeť. Ta je tvořena vlnovitě rozděleným kruhovým polem. Horní polovina je světle modrá, dolní tmavě modrá. V horní části jsou čtyři bílé, pěticípé hvězdy, v dolní je hnědý kokosový ořech, z kterého pučí do horní části výhonek se čtyřmi snítkami. Pod ořechem je bílá, skládaná stuha se zeleným anglickým heslem PEACE, UNITY, LIBERTY (česky Mír, jednota, svoboda). Pod stuhou je v modrém poli bílý letopočet 1979. V bílém mezikruží, které je vně ohraničeno modrou ozdobnou šňůrou, vnitřní je hnědá (na obrázku je žlutá), je červený (na obrázku modrý) anglický opis GOVERNMENT OF THE (nahoře) FEDERATED STATES OF MICRONESIA (dole) (česky Vláda Federativních států Mikronésie). Autorem pečeti je Ben Ruan.

### Hymna
Mikronéská hymna je píseň Patriots of Micronesia (česky Vlastenci Mikronésie). Melodie je převzata z německé studentské písně Ich hab mich ergeben od Augusta Daniela von Binzera, která v poválečném období krátce plnila funkci hymny Spolkové republiky Německo. Také text hymny je volným překladem této písně.

## Geografie

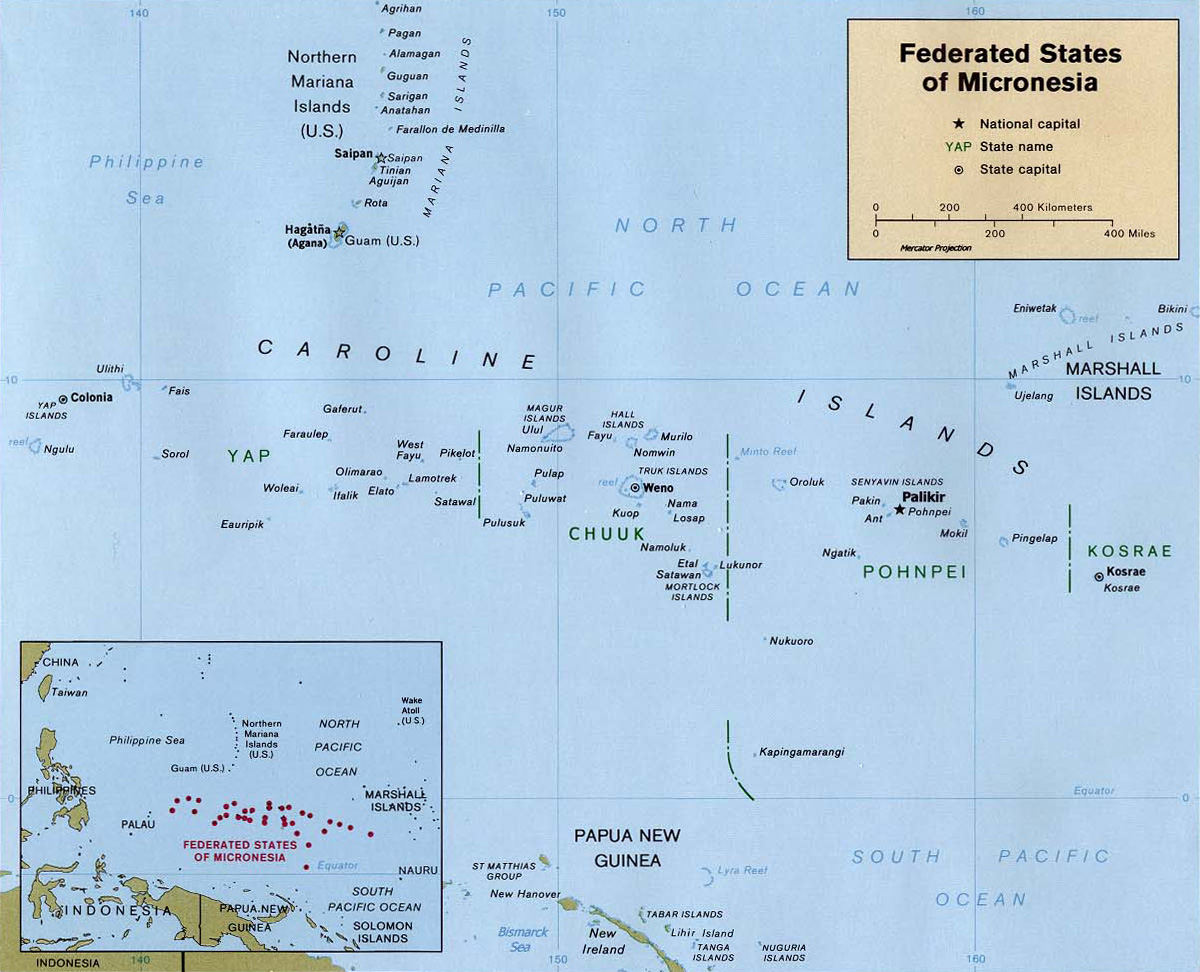
Mapa Federativních států Mikronésie

Mikronésie se rozkládá na většině ostrovů (vesměs korálových) v souostroví Karolíny. Tvoří ji 607 ostrovů roztroušených v oblasti skoro 3 tisíc kilometrů. Mají plochý povrch a nepatrně vyčnívající nad úroveň mořské hladiny. Přesto nejvyšší hora Nanlaud měří 782 m. Hlavní město je Palikir na ostrově Pohnpei.
Mají teplé tropické a vlhké podnebí, ovlivněné oceánem. Průměrná teplota se na ostrovech po celý rok pohybuje mezi 30 °C přes den, 23 °C v noci. Průměrný roční úhrn srážek je 3100 mm.

### Hlavní ostrovy Mikronésie
(od východu na západ)
- Ngulu
- Yap
- Sorol
- Fais
- Eauripik
- Woleai
- Gaferut
- Lamotrek
- Pigailoe
- Satawal
- Pikelot
- Pulusuk
- Puluwat
- Pulap
- Ulul
- Namonuito
- Fayu
- Truk
- Hall
- Murilo
- Losap
- Namoluk
- Mortlockovy ostrovy
- Satawan
- Kapingamarangi
- Nukuoro
- Oroluk
- Ngatik
- Pakin
- Mokil
- Pingelap

## Hospodářství

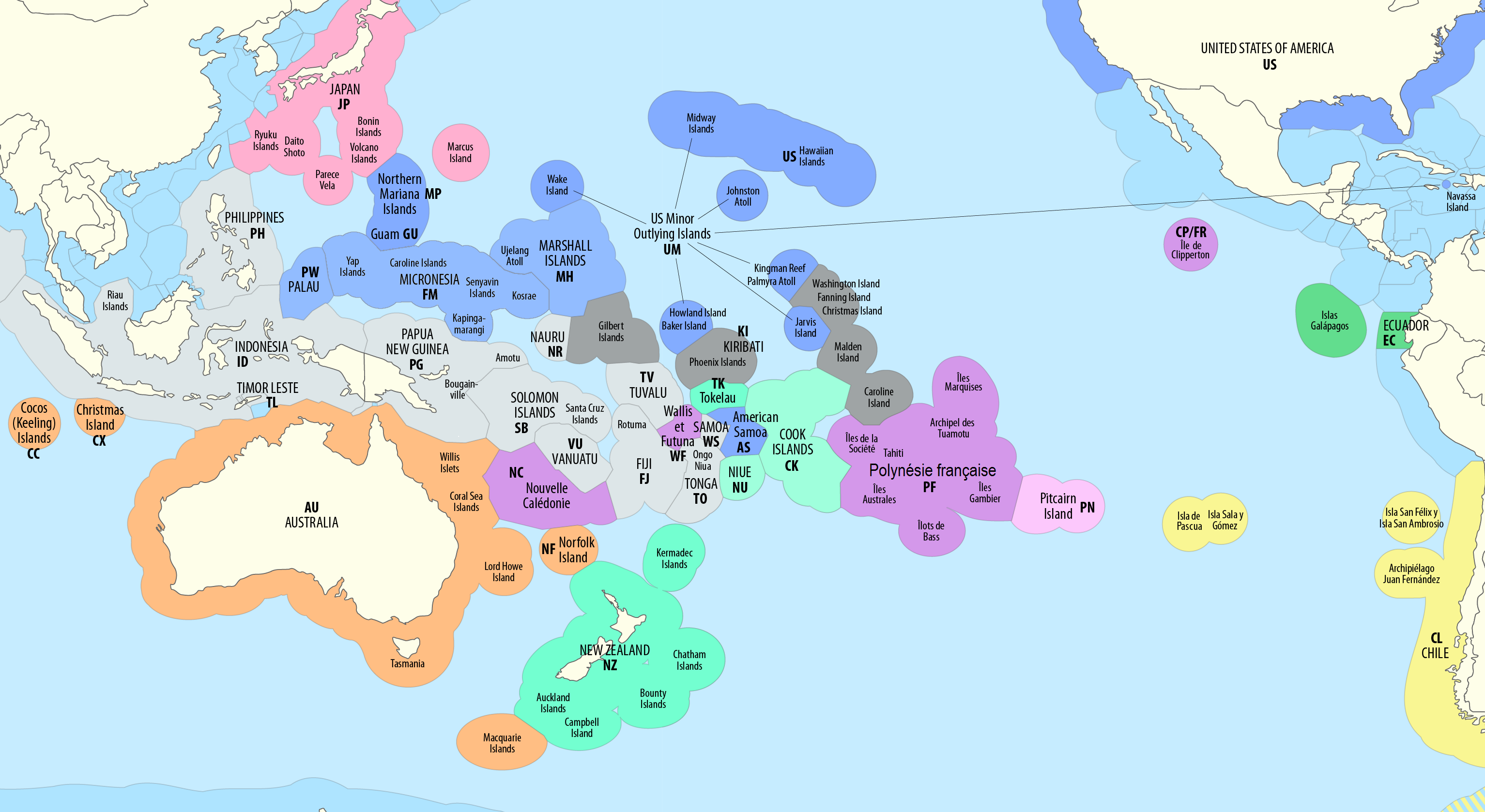
Výlučné ekonomické zóny v Tichém oceánu.

Velký rozvoj zaznamenává zemědělství. Hospodářství je závislé na pomoci USA. Ze zemědělských plodin se sklízí kokosové ořechy (kopra), maniok, batáty, pepř, tropické ovoce a taro. Pro obživu obyvatelstva a vývoz je důležitý rybolov. Chov zde není příliš rozšířen, chovají se drůbež a prasata. Jedinou nerostnou surovinou, která se zde těží, jsou kvalitní fosfáty. Velké příjmy do státní pokladny plynou z USA. Američané zde totiž mají své vojenské základny a platí za ně nájem. Významný, i když dosud malý, je cestovní ruch. Velké bohatství ukrývá výlučná ekonomická zóna Mikronésie, kterou může omezit stoupající hladina oceánu.

## Obyvatelstvo

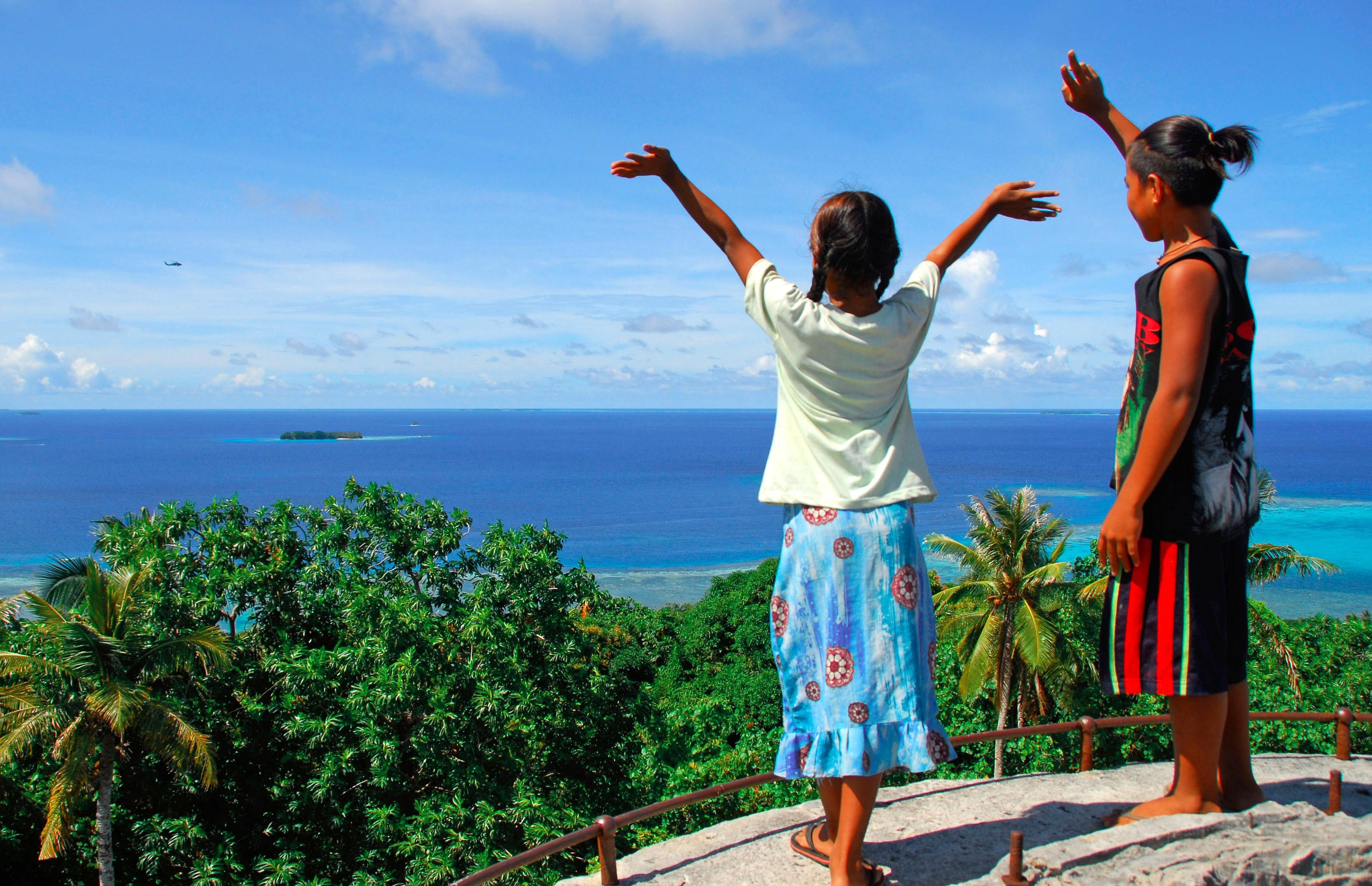
Děti z ostrova Weno, ve státě Chuuk

Původní obyvatelé Mikronésie jsou Mikronésané. Usadili se zde už před 4 000 lety. Byli to výborní mořeplavci a zabývali se rybolovem, zemědělstvím a tkalcovstvím, hrnčířstvím a pletením košů. Zakládali dokonce i rané státy. Střední délka života mužů v současnosti činí 67,7 let, u žen 71,3 let. Většina obyvatel jsou křesťané, na západě převládají protestanti, na východě katolíci.

### Největší města
- Weno – 18 000 obyvatel
- Kitti – 7 000 obyvatel
- Tol – 5 000 obyvatel
- Madolenihmv – 5 000 obyvatel
- Kolonia – 5 000 obyvatel
- Lelu – 5 000 obyvatel
- Nett – 5 000 obyvatel
- Palikir – 5 000 obyvatel (hlavní město)

## Zajímavosti

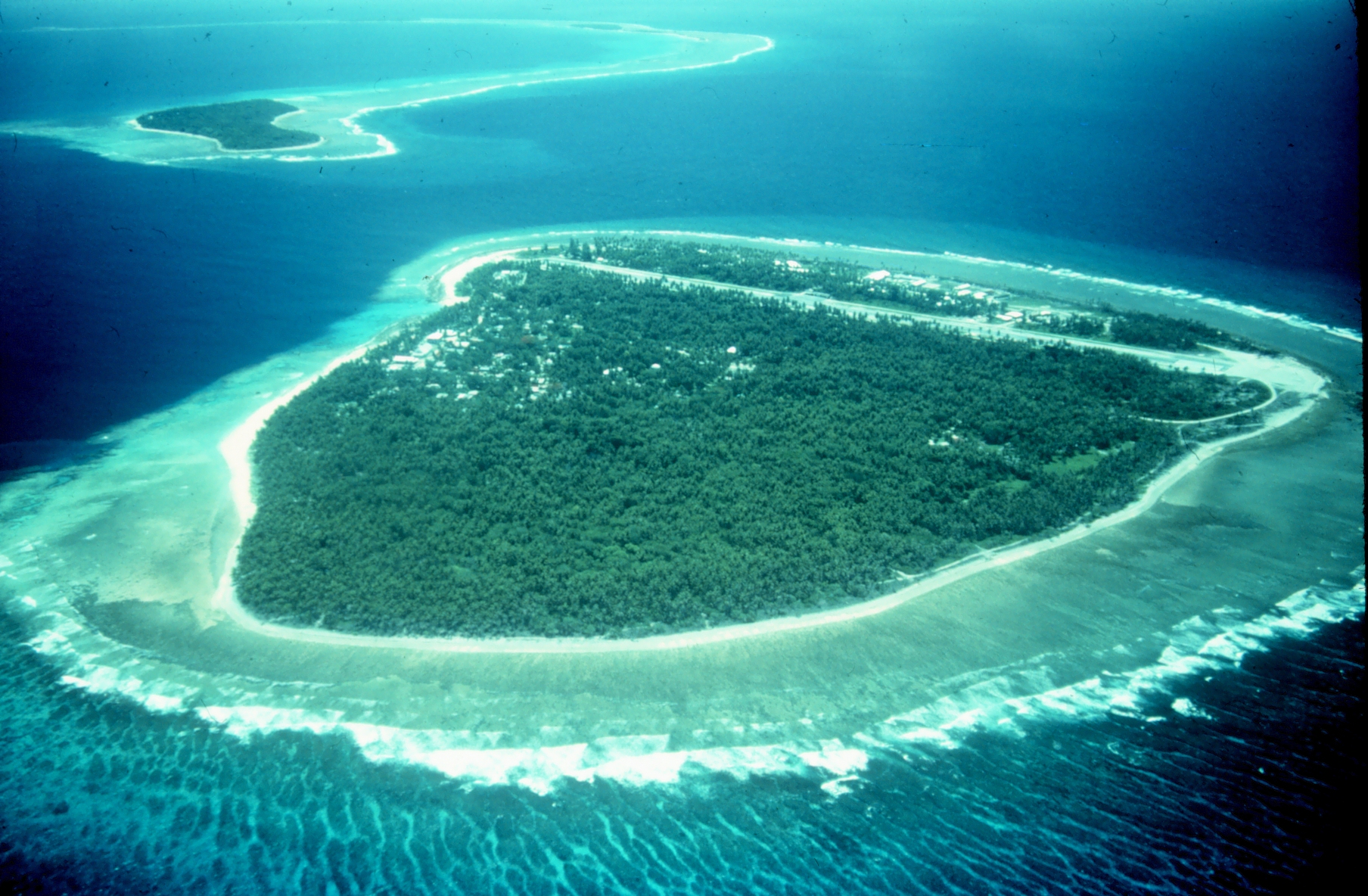
Část atolu ve státě Yap

Na oceánské ploše na severozápadě, která náleží státu, se nachází nejnižší bod zemského povrchu v Marianském příkopu 10 924 m pod hladinou moře.
Na ostrově Pohnpei leží ruiny města Nan Madol, jež bylo zhruba do roku 1500 n. l. hlavním městem Saudeleurské dynastie. Ruiny sestávají ze zbytků kamenných budov na umělých ostrovech, protkaných sítí kanálů.

### Účast při posuzování vlivu elektrárny Prunéřov na životní prostředí
V prosinci 2009 požádala Mikronésie dopisem české ministerstvo životního prostředí o účast v řízení posuzujícím dopady na životní prostředí u plánované rekonstrukce zastaralých českých elektráren Prunéřov, která má prodloužit jejich životnost. Mikronésie je ohrožena stoupající hladinou oceánů v důsledku globálního oteplování a česká elektrárna vypouští zhruba 40x více oxidu uhličitého než činí roční emise celé Mikronésie. 6. ledna 2010 byly na ministerstvo doručeny připomínky Mikronésie k dokumentaci vlivů záměru na životní prostředí předložené elektrárenskou firmou ČEZ.